# Wybory parlamentarne w Albanii w 2001 roku
Wybory parlamentarne w Albanii w 2001 roku – wybory do Zgromadzenia Albanii XVI kadencji przeprowadzone 24 czerwca i 8 lipca 2001 roku. 

## Przebieg wyborów
Wybory parlamentarne zakończyły się zwycięstwem Socjalistycznej Partii Albanii, która zdobyła 549 589 głosów (73 mandaty). Drugie miejsce zajęła koalicja Sojusz dla Zwycięstwa (alb. Bashkimi për Fitorën), skupiona wokół Demokratycznej Partii Albanii. Zdobyła ona 487 314 głosów (46 mandatów). W wyborach wzięło udział 1 323 900 osób, czyli 55,6% uprawnionych do głosowania - była to najniższa frekwencja wyborcza w postkomunistycznej Albanii. Zgodnie z nową konstytucją, uchwaloną w 1998 liczbę miejsc w parlamencie zmniejszono do 140 - 100 miejsc w parlamencie rozdzielono na podstawie wyników w okręgach jednomandatowych, pozostałe 40 miejsc rozdzielono pomiędzy 6 ugrupowań, proporcjonalnie do wyników, osiągniętych w wyborach.
Wybory w 2001 potwierdziły dominację Socjalistycznej Partii Albanii na scenie politycznej, która uzyskała blisko 44% oddanych głosów. Przewaga socjalistów była znacznie mniej wyrazista niż w wyborach 1997, kiedy socjaliści zdobyli 52,8% głosów. Demokratyczna Partia Albanii, która w wyborach 1997 poniosła klęskę zdobywając 25,7% głosów tym razem osiągnęła znaczący wzrost popularności. Gdyby zliczyć głosy oddane na koalicję Sojusz dla Zwycięstwa i na rozłamowców z Nowej Partii Demokratycznej ich liczba była o 15 000 mniejsza niż na zwycięskie ugrupowanie. Kierownictwo Demokratycznej Partii Albanii uznało wybory za farsę, wyliczając szereg nadużyć w toku wyborów. 3 września odbyło się pierwsze posiedzenie nowej izby, bez udziału posłów opozycji. Powrócili oni do parlamentu po kilkumiesięcznym bojkocie, w styczniu 2002. Nowym ugrupowaniem w parlamencie była Nowa Partia Demokratyczna Genca Pollo, która uzyskała 6 mandatów w izbie.
W nowym parlamencie znalazło się 9 kobiet (6,4% ogółu deputowanych). Największą grupę zawodową wśród deputowanych stanowili ekonomiści - 20%. Aż 55 deputowanych zasiadało w ławach parlamentarnych po raz pierwszy w życiu.

## Oficjalne wyniki
|  | Komitet Wyborczy                    | Liczba głosów | Liczba mandatów |
|  | ----------------------------------- | ------------- | --------------- |
|  | Socjalistyczna Partia Albanii       | 555 272       | 73              |
|  | Sojusz dla Zwycięstwa               | 494 272       | 46              |
|  | Nowa Partia Demokratyczna           | 68 181        | 6               |
|  | Socjaldemokratyczna Partia Albanii  | 48 911        | 4               |
|  | Partia Unii na rzecz Praw Człowieka | 34 897        | 3               |
|  | Partia Agrarna Albanii              | 34 247        | 3               |
|  | Partia Demokratycznego Sojuszu      | 34 262        | 3               |
|  | Posłowie Bezpartyjni                |               | 2               |
|  | Razem                               | 1 339 987     | 140             |